# Плавання на Чемпіонаті світу з водних видів спорту 2023 — естафета 4x200 метрів вільним стилем (жінки)
Змагання з плавання в естафеті 4x200 метрів вільним стилем серед жінок на Чемпіонаті світу з водних видів спорту 2023 відбулися 27 липня 2023 року.

## Рекорди
Перед початком змагань світовий рекорд і рекорд чемпіонатів світу були такими:
| Світовий рекорд          | Австралія | 7:39.29 | Бірмінгем (Велика Британія) | 31 липня 2022  |
| Рекорд чемпіонатів світу | США       | 7:41.45 | Будапешт (Угорщина)         | 22 червня 2022 |

Під час змагань встановлено такі світові рекорди.
| Дата     | Заплив | Країна    | Час     | Рекорд |
| -------- | ------ | --------- | ------- | ------ |
| 27 липня | Фінал  | Австралія | 7:37.50 | WR     |

## Результати

### Попередні запливи
Попередні запливи розпочалися о 11:45 за місцевим часом.
| Місце | Заплив | Доріжка | Країна          | Плавчині | Час     | Примітки |
| ----- | ------ | ------- | --------------- | --- | ------- | -------- |
| 1     | 1      | 4       | США             | Леа Сміт (1:57.78) Ерін Геммелл (1:55.65) Алекс Шакелль (1:56.05) Анна Пепловські (1:56.88)                        | 7:46.36 | Q        |
| 2     | 2      | 4       | Австралія       | Медісон Вілсон (1:57.06) Лані Паллістер (1:56.83) Бріанна Тросселл (1:56.31) Кіа Мелвертон (1:57.64)               | 7:47.84 | Q        |
| 3     | 1      | 3       | Велика Британія | Фрея Колберт (1:57.35) Еббі Вуд (1:57.35) Меді Гарріс (1:58.74) Люсі Гоуп (1:57.32)                                | 7:51.13 | Q        |
| 4     | 1      | 5       | Китай           | Ай Яньхань (1:56.97) Янг Пейкі (1:59.07) Ге Чутонг (1:58.21) Лі Дзяпінь (1:57.30)                                  | 7:51.55 | Q        |
| 5     | 2      | 3       | Нідерланди      | Янна ван Котен (1:58.48) Імані де Йонг (1:59.35) Сілке Холькенборг (1:59.42) Марріт Стінберген (1:56.27)           | 7:53.52 | Q        |
| 6     | 2      | 5       | Канада          | Елла Янсен (1:59.53) Емма О'Кройнін (1:58.10) Бруклін Даусрайт (1:58.25) Кетрін Савард (1:58.85)                   | 7:54.73 | Q        |
| 7     | 2      | 6       | Угорщина        | Лілла Мінна Абрахам (1:59.12) Ніколетт Падар (1:57.83) Айна Кешей (1:58.78) Дора Молнар (1:59.53)                  | 7:55.26 | Q        |
| 8     | 1      | 6       | Бразилія        | Стефані Балдуччіні (1:59.83) Марія Фернанда Коста (1:58.13) Габріелле Ронкатто (1:59.12) Наталія Алмейда (1:59.06) | 7:56.14 | Q        |
| 9     | 2      | 2       | Японія          | Ріо Сірай (1:58.80) Наґіса Ікемото (1:58.33) Тіхіро Іґарасі (1:59.94) Кінуко Мочізукі (2:00.15)                    | 7:57.22 |          |
| 10    | 1      | 1       | Ізраїль         | Анастасія Горбенко (1:58.18) Дарія Головатий (1:59.36) Айла Спітц (2:00.80) Леа Полонскі (2:00.68)                 | 7:59.02 | NR       |
| 11    | 2      | 7       | Нова Зеландія   | Еріка Фейрветер (1:57.02) Їв Томас (1:59.80) Саммер Осборн (2:02.81) Кейтлін Дінс (2:00.48)                        | 8:00.11 |          |
| 12    | 1      | 2       | Італія          | Софія Моріні (1:59.36) Костанца Коккончеллі (2:00.70) Сара Франческі (1:59.30) Емма Менікуччі (2:00.77)            | 8:00.13 |          |
| 13    | 1      | 7       | Німеччина       | Ізабель Марі Ґозе (1:58.71) Леоні Кульманн (2:00.84) Неле Шульц (2:01.13) Ніна Хольт (1:59.80)                     | 8:00.48 |          |
| 14    | 1      | 8       | Іспанія         | Carla Carron (2:01.28) Ainhoa Campabadal (2:01.24) Alba Herrero (2:00.44) Paula Juste (2:00.66)                    | 8:03.62 |          |
| 15    | 2      | 8       | Південна Корея  | Кім Со Йон (1:59.87) Хур Йонг Гьюн (1:59.38) Хан Да Гьюн (2:03.10) Пак Су Чжін (2:03.05)                           | 8:05.40 |          |
| 16    | 2      | 1       | Австрія         | Лена Кройндль (2:01.69) Марлене Калер (2:00.69) Корнелія Паммер (2:00.84) Лена Опатріль (2:02.55)                  | 8:05.77 |          |
| 17    | 2      | 9       | Бельгія         | Валентін Дюмон (1:58.92) Флер Вердонк (2:01.20) Лотте Ванхауверт (2:02.32) Лана Равелінгіен (2:04.50)              | 8:06.94 |          |
| 18    | 2      | 0       | Туреччина       | Деніз Ертан (2:03.03) Мерве Тунджель (2:01.03) Ечем Донмез (2:02.78) Ела Наз Оздемір (2:03.92)                     | 8:10.76 |          |
| 19    | 1      | 0       | Мексика         | DNS | DNS     | DNS      |

### Фінал
Фінал відбувся о 21:45 за місцевим часом.
| Місце | Доріжка | Країна          | Плавчині | Час     | Примітки |
| ----- | ------- | --------------- | --- | ------- | -------- |
| 1     | 5       | Австралія       | Моллі О'Каллаган (1:53.66) Шейна Джек (1:55.63) Бріанна Тросселл (1:55.80) Аріарн Тітмус (1:52.41)                 | 7:37.50 | WR       |
| 2     | 4       | США             | Ерін Геммелл (1:55.97) Кейті Ледекі (1:54.39) Белла Сімс (1:54.64) Алекс Шакелль (1:56.38)                         | 7:41.38 |          |
| 3     | 6       | Китай           | Лі Бінцзє (1:55.83) Лі Дзяпінь (1:57.54) Ай Яньхань (1:55.57) Лю Ясінь (1:55.46)                                   | 7:44.40 |          |
| 4     | 3       | Велика Британія | Фрея Колберт (1:56.16) Люсі Гоуп (1:57.32) Еббі Вуд (1:56.85) Фрея Андерсон (1:56.30)                              | 7:46.63 |          |
| 5     | 7       | Канада          | Мері-Софі Гарві (1:58.50) Саммер Макінтош (1:53.97) Емма О'Кройнін (1:59.24) Бруклін Даусрайт (1:58.27)            | 7:49.98 |          |
| 6     | 2       | Нідерланди      | Янна ван Котен (1:58.17) Імані де Йонг (1:59.60) Сілке Холькенборг (1:59.69) Марріт Стінберген (1:55.47)           | 7:52.93 |          |
| 7     | 1       | Угорщина        | Ніколетт Падар (1:56.74) Лілла Мінна Абрахам (1:59.30) Дора Молнар (1:59.16) Айна Кешей (1:59.45)                  | 7:54.65 |          |
| 8     | 8       | Бразилія        | Стефані Балдуччіні (2:01.05) Марія Фернанда Коста (1:59.01) Габріелле Ронкатто (1:59.22) Наталія Алмейда (1:59.82) | 7:59.10 |          |